# Refugi de Fauna Silvestre de la Llacuna de Sariñena

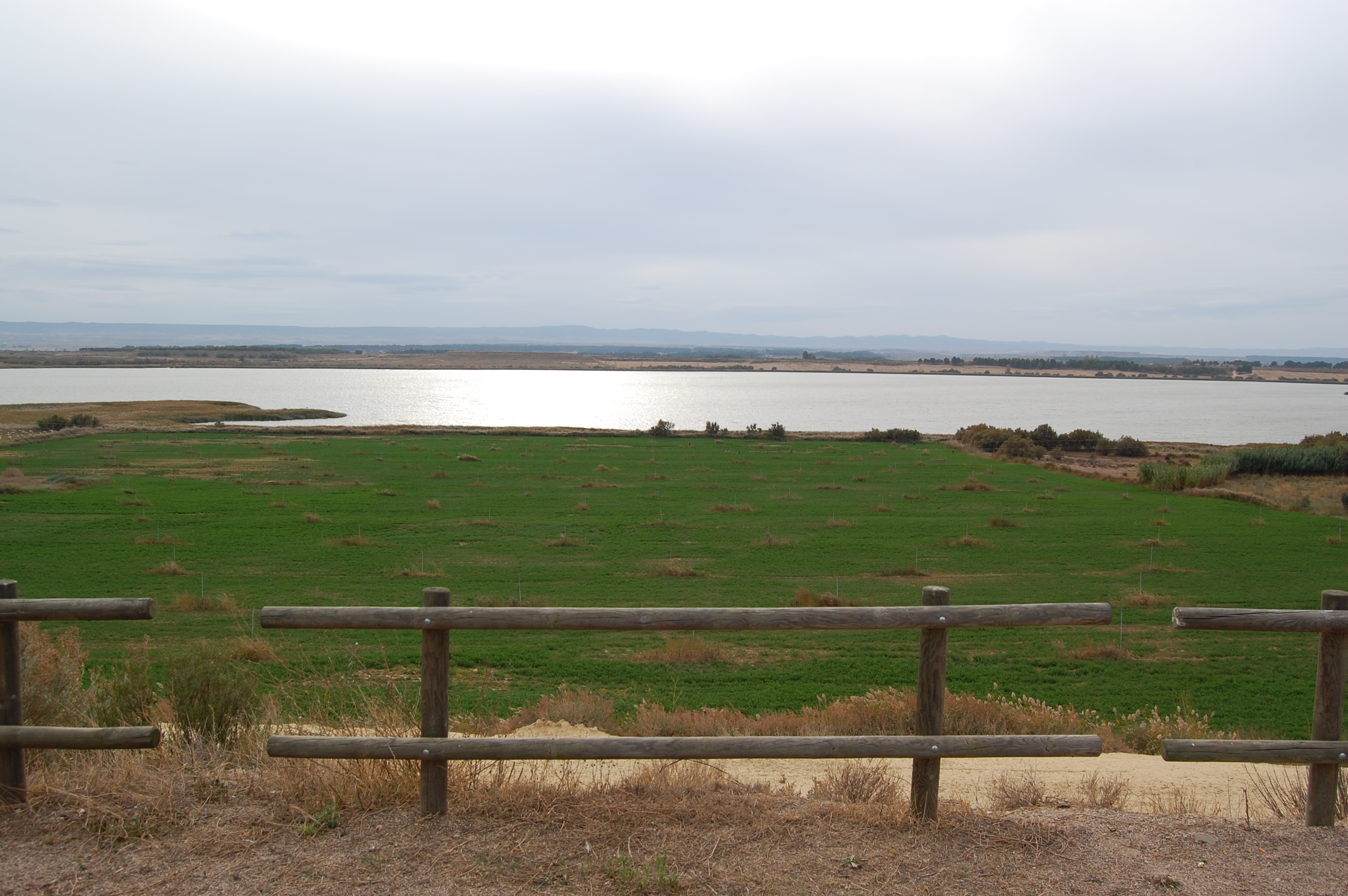

El Refugi de Fauna Silvestre de la Llacuna de Sariñena (en aragonès Refuchio de Fauna Silvestre d'a Lacuna de Sarinyena) és un refugi de fauna silvestre localitzat en els Monegros, en el sud de la província d'Osca, Aragó, Espanya. El refugi, que té una superfície de 604 hectàrees i va ser declarat com a espai natural protegit per primera vegada el 4 d'abril de 1995, té com a element principal la llacuna de Sariñena, es troba dins del terme municipal de Sariñena, entre les conques dels rius Alcanadre i Flumen. En 2001 es va declarar a l'espai natural Zona d'especial protecció per a les aus (ZEPA), en conjunt amb la propera Bassa de l'Estació, amb una superfície total de 654 ha.
La llacuna de Sariñena és d'origen endorreic. Les seves aigües posseeixen una concentració de sals molt elevada, a causa del clima àrid de la regió, en el qual es produeixen escasses precipitacions i que sofreix una intensa evaporació durant els mesos d'estiu.

## Fauna
Entre la fauna de la llacuna es pot destacar la presència d'exemplars d'aguiló lagunero, ánsar comú, ánade azulón, avefría europea, cerceta comuna, cormorán gran, garcilla bueyera, gavina reidora, garsa imperial i somormujo lavanco; encara que la diversitat d'avifauna de la llacuna comprèn moltes més espècies, tant d'aus associades al medi aquàtic com a rapaces i paseriformes.

## Flora
L'alta concentració de sal en la llacuna i en els terrenys circumdants provoca que la vegetació sigui halófila, com salicornias i Salsola oppositifolia.